# منطقه زمانی شرقی
منطقه زمانی شرقی (انگلیسی: Eastern Time Zone) (ET) یک منطقه زمانی شامل ۱۷ ایالت در بخش شرقی سرزمین اصلی ایالات متحده آمریکا، بخش‌هایی از شرق کانادا، ایالت کینتانا رو در مکزیک، پاناما در آمریکا مرکزی و جزایر کارائیب است. این منطقه زمانی (EST) پنج ساعت پیش از ساعت هماهنگ جهانی (ساعت گرینویچ - GMT) است (یوتی‌سی ۵:۰۰-). در ساعت تابستانی (EDT), به چهار ساعت قبل از ساعت هماهنگ جهانی می‌رسد (یوتی‌سی ۴:۰۰-).

## کانادا
در کانادا استان‌ها و قلمروهای زیر در منطقه زمان شرقی قرار دارند:
- انتاریو
- کبک
- نوناووت